# Norman Armitage
Pour les articles homonymes, voir Armitage.
Norman Armitage, né Norman Cohn le 1er janvier 1907 à Albany et mort le 14 mars 1972 à New York, est un escrimeur américain spécialiste du sabre.

## Carrière
Armitage a participé à six Jeux olympiques d'été (1928, 1932, 1936, 1948, 1952 et 1956). Il remporte deux médailles de bronze à celui de 1948 en sabre par équipe.
En 1952 et 1956, il est le porte-drapeau olympique des États-Unis.